# Vedbæk Sogn
Vedbæk Sogn er et sogn i Rudersdal Provsti (Helsingør Stift). Sognet ligger i Rudersdal Kommune; indtil Kommunalreformen i 1970 lå det i Sokkelund Herred (Københavns Amt). I Vedbæk Sogn ligger Vedbæk Kirke.
Sognet har gennem årene gennemgået en række forandringer: En del af Søllerød Sogn indlemmet i 1923, en del af Hørsholm Sogn indlemmet i 1941, en del af Birkerød Sogn indlemmet i 1950, Nærum udskilt som Kirkedistrikt i 1958 (kb. fra 1961) og som selvstændigt sogn i 1961, Gammel Holte udskilt som Kirkedistrikt i 1958 og som selvstændigt sogn i 1966. 
I Vedbæk Sogn findes flg. autoriserede stednavne:
- Agershvile (bebyggelse, ejerlav)
- Frydenlund (bebyggelse, ejerlav)
- Nyvang (bebyggelse)
- Raadvad (bebyggelse)
- Skodsborg (bebyggelse, ejerlav)
- Trørød (bebyggelse, ejerlav)
- Vedbæk (bebyggelse, ejerlav)